# 歯科技工士
歯科技工士（しかぎこうし、英: Dental Technician）は、歯科医師が作成した指示書を元に義歯（入れ歯）や補綴物（差し歯・銀歯）などの製作・加工を行う医療系技術専門職。

## 概要
歯科技工士法に基づく歯科技工士国家試験に合格した者に対する厚生労働大臣免許の国家資格である。業務独占資格であるため、歯科医師もしくは当職以外が歯科技工業務を行うことは法律で禁止されている。歯科衛生士などのコ・メディカル（コ・デンタル）はその資格を規定する法律の中で保健師助産師看護師法第31条第1項、第32条に対する違法性阻却規定がもうけられているが、歯科技工士法にはその規定は無く、第20条には「歯科技工士は、その業務を行うに当つては、印象採得、咬合採得、試適、装着その他歯科医師が行うのでなければ衛生上危害を生ずるおそれのある行為をしてはならない。」と規定され、歯科医行為や歯科診療の補助は行えない。
昨今の歯科医療の向上と医業の分業化に伴い、非常に高度な精密技工技術と審美感覚が求められている。また、義歯といった口腔関連のものだけでなく、顎顔面領域において義眼や耳介、その他では義指など様々な補綴物を製作している者もいる。一方で志願者が激減し、養成機関も減少している。また、後述のように歯科技工においてはCAD/CAM テクノロジーをはじめとするデジタル化が急速に進展するとともに、新素材の開発も次々に行われ、さらには国家試験の全国統一化が実現し、資質向上とともに高度な技術が要求されるようになってきており、当分野は変革期を迎えている。
手作業で行われている作業模型製作、咬合器装着、ワックスアップ、鋳造、口腔内に入る装置（インレー、クラウン、ブリッジ等）の製作は、将来的には3Dスキャナや口腔内カメラ、歯科用CAD/CAMシステム、3Dプリンタの普及により3Dデンチャーが普及し、作業の簡素化・自動化が進み、歯科技工士の作業は設計段階での誤差の補正や、機械で加工された装置の微調整、口腔内のチェックとなることが予想される。
日本では3Dデンチャーは認可されていないが、サージカルガイド（インプラントドリルガイド（インプラントの埋入位置や方向をガイドするために、埋入時に患者に装着するレジン製のテンプレート））などを3Dプリンタで製作し、臨床応用している動きが見られる。
日本における職能団体は日本歯科技工士会である。
一部の国は日本のような免許資格制度ではなく、講習会などで取得する認定資格もある。
近年、20歳代の高い離職率や歯科技工士養成所への入学者数の減少により、歯科技工士の約半数が50歳以上と担い手の高齢化が進行。若者の人材不足が懸念されており、厚生労働省では2018年（平成30年）5月より「歯科技工士の養成・確保に関する検討会」を開催している。

### 名称
一般の英称は、Dental Technicianだが、アメリカでは、Certificated Dental Technician（CDT）、イギリスではRegistered Dental Technician（RDT）と呼ばれる。
日本歯科技工士会は、DENTAL TECHNOLOGISTを標榜している。

## 日本の歯科技工士制度

### 養成
2023年4月時点で、合計52校で歯科技工士の養成・教育が行われている。内訳を下記に示す。
- ４年制大学：3校（国立2校：東京科学大学・広島大学、私立1校：大阪歯科大学）
- 短期大学：2校（私立2校：日本歯科大学東京短期大学・明倫短期大学）
- 専門学校：48校

2-4年の養成機関（大学・短期大学・専門学校）を卒業後、歯科技工士国家試験を受験し合格しなければならない。
養成機関のほとんどは専門学校（2-3年制）であるが、4年制大学3校、短期大学2校が存在する。技術の高度化に伴い、3年制への教育期間の延長が模索されている。しかしながら、修業年数を増やすことでさらに入学者が減少することが懸念されている。この理由として、
1. 学費納入の増加。[要出典]
2. 3年制になったとしても、学士号（大卒資格）が得られない。[要出典]
3. 3年制になったとしても、初任給が2年制の時と変わらない。[要出典]

などが挙げられる。
東京科学大学大学院、広島大学大学院、大阪歯科大学大学院、東北大学大学院には、歯科技工士が進学可能な修士課程（2年制）および博士課程（4年制）が存在する。これらの大学院では、研究手法、学会発表および論文作成法を習得することができる。
4年制を卒業または大学院を修了した者達の就職先は、他の学部の者たちと同様に、一般企業（営業、技術、事務、総合職、研究開発職など）、公務員が大半であり、歯科技工所や歯科医院にはあまり就職しない。
専門学校卒業者は、歯科技工所か歯科医院が大半である。希に歯科関連企業の営業職の募集がある
厚生労働省の平成26年衛生行政報告例（就業医療関係者）によると就業歯科技工士は2014年末現在で34,495名であり、若年層の減少が続いている。  
年齢分布は、25歳以下が全体の6％（2,100/35,000（人））で、50代が40％を占める。
養成機関は日本歯科技工士会のホームページで閲覧できる。

### 歯科技工士資格
日本で歯科技工士になるには、歯科技工士国家試験に合格しなければならない。（歯科技工士免許は、所定の就学年限を履修し、卒業資格を得、歯科技工士国家試験に合格し、厚生労働大臣の指定する登録機関に申請することによって、初めて歯科技工士名簿に登録され、歯科技工士免許証が交付される。）

### 歯科技工士の就業
歯科技工士の業務は多肢に渡る。令和2年の衛星行政報告によると、歯科医技工士の就業先として、歯科技工所勤務が25,561人（全体の73.4%）と最も多く、次いで病院・診療所が8,691人（25.0%）、その他（一般企業、行政など）が574人（1.6%）となっている。

### 専門性の向上
医療連携が叫ばれる昨今において、補綴装置を必要とするのは歯科のみならず、全身の各部分で必要とされる。そこで、歯科技工士の取り扱う技巧物は歯科補綴物以外にも、エピテーゼやソマトプロテーゼの製作など幅広い分野での活躍が期待されている。

## 日本における歯科技工士数
- 就業歯科技工士数は微減傾向であり、平成28年は34,640人（対平成26年：145人増）である。厚生労働省資料「歯科技工士の勤務状況等」
- 就業場所別では、歯科技工所が約7割、病院・診療所が約3割である。
- 平成8年の段階では、歯科技工士のうちの86％が男性で、女性はわずか14％しかいなかった。 しかし徐々に女性の割合は増え続け、平成30年には男性が80％、女性が20％と、5人に1人が女性になっている[6]。